# 脱氢
脱氢是一种化工单元过程，是氢化的相反过程，是减少有机物分子中的氢原子数目的过程，一般有两种方法：
- 催化脱氢 - 主要使用催化剂使有机物中碳-氢链断裂，达到脱氢的目的，同时还要维持更容易断裂的碳-碳链，不使其断裂，因此必须选择合适的催化剂，如鉑。
- 氧化脱氢 - 氧非常容易和氢原子结合成水分子，因此在脱氢过程中通入氧能使氢原子更容易脱离其结合的有机物分子，这种方法主要用于有机物及其脱氢产物不和水反应的情况下。

脱氢主要用于将丁烷脱氢形成丁二烯作为合成腈纶或合成橡胶的原料；将异戊烯脱氢形成异戊二烯作为合成橡胶原料；将乙苯脱氢成为苯乙烯做合成树脂、合成纤维的原料等；将甲醇直接氧化成甲醛也是一种脱氢过程。